# Steve Kirsch

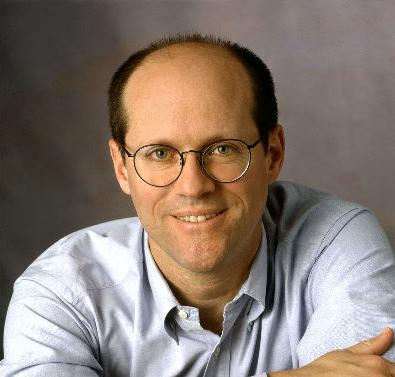
Steve Kirsch (2011)

Steve Todd Kirsch (* 1956 in Los Angeles) ist ein amerikanischer Elektroingenieur und Informatiker. Er erfand die optische Maus und erhielt darauf ein Patent. Während der COVID-19-Pandemie verbreitete er Falschinformationen zu den COVID-19-Impfstoffen.

## Biografie
Kirsch wuchs in Los Angeles (Kalifornien) auf. Im Alter von zwölf Jahren fesselte ihn ein programmierbarer Taschenrechner. Ein engagierter Lehrer zeigte ihm eine IBM System/360, und innerhalb eines Jahres war er schon an der University of California, Los Angeles (UCLA) zu sehen, wo Vinton Cerf und seine Mannschaft sich mit dem gerade in seinen Anfängen befindlichen Arpanet befassten. Bald befasste Kirsch sich mit der Programmierung eines E-Mail-Programms und Teilen des Betriebssystems. Auf Vorschlag von Vinton Cerf schrieb er sich 1974 am Massachusetts Institute of Technology (MIT) ein, wo er 1978 mit einem Bachelor in Elektrotechnik und 1980 mit einem Master in Elektrotechnik und Informatik abschloss.
1982 gründete er die Firma Mouse Systems, die die von ihm erfundene optische Maus vermarktete.
1986 schied er aus und gründete die Firma Frame Technology Corp., die das Desktoppublishing-Programm FrameMaker vertrieb. Die Firma wurde von Adobe Inc. übernommen.
1994 gründete er die Infoseek Corporation, die von Disney übernommen wurde.
1999 gründete er die Propel Software Corporation, die sich mit der Beschleunigung von Netzwerkzugriffen im Internet befasst, später als deren Tochter die Firma Abaca Inc. in San José. Abaca entwickelte einen Spamfilter, dem eine sehr gute Genauigkeit bescheinigt wurde.

## COVID-19-Pandemie
Während der COVID-19-Pandemie im Jahr 2021 verbreitete Kirsch mehrfach Falschinformationen zu den COVID-19-Impfstoffen. So behauptete er,
dass COVID-Impfungen mehr Menschen töteten als sie zu retten.

## Privates
Die Gründung einiger Unternehmen mit deren anschließendem Börsengang oder der Übernahme durch das Management machte ihn zum mehrfachen Millionär. Einen Teil seines Vermögens steckte er seit 1999 in einen Wohltätigkeitsfonds, der mittlerweile 75 Mio. Dollar umfasst. Dieser Fonds unterstützt unter anderem Umweltschutzbemühungen und viele weitere Aufgaben.
Steve Kirsch ist verheiratet.